# Phyllophaga ferupilis
Phyllophaga ferupilis är en skalbaggsart som beskrevs av Saylor 1941. Phyllophaga ferupilis ingår i släktet Phyllophaga och familjen Melolonthidae. Inga underarter finns listade i Catalogue of Life.